# Industrie- und Handelskammer Hochrhein-Bodensee

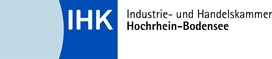
Logo der IHK Hochrhein-Bodensee

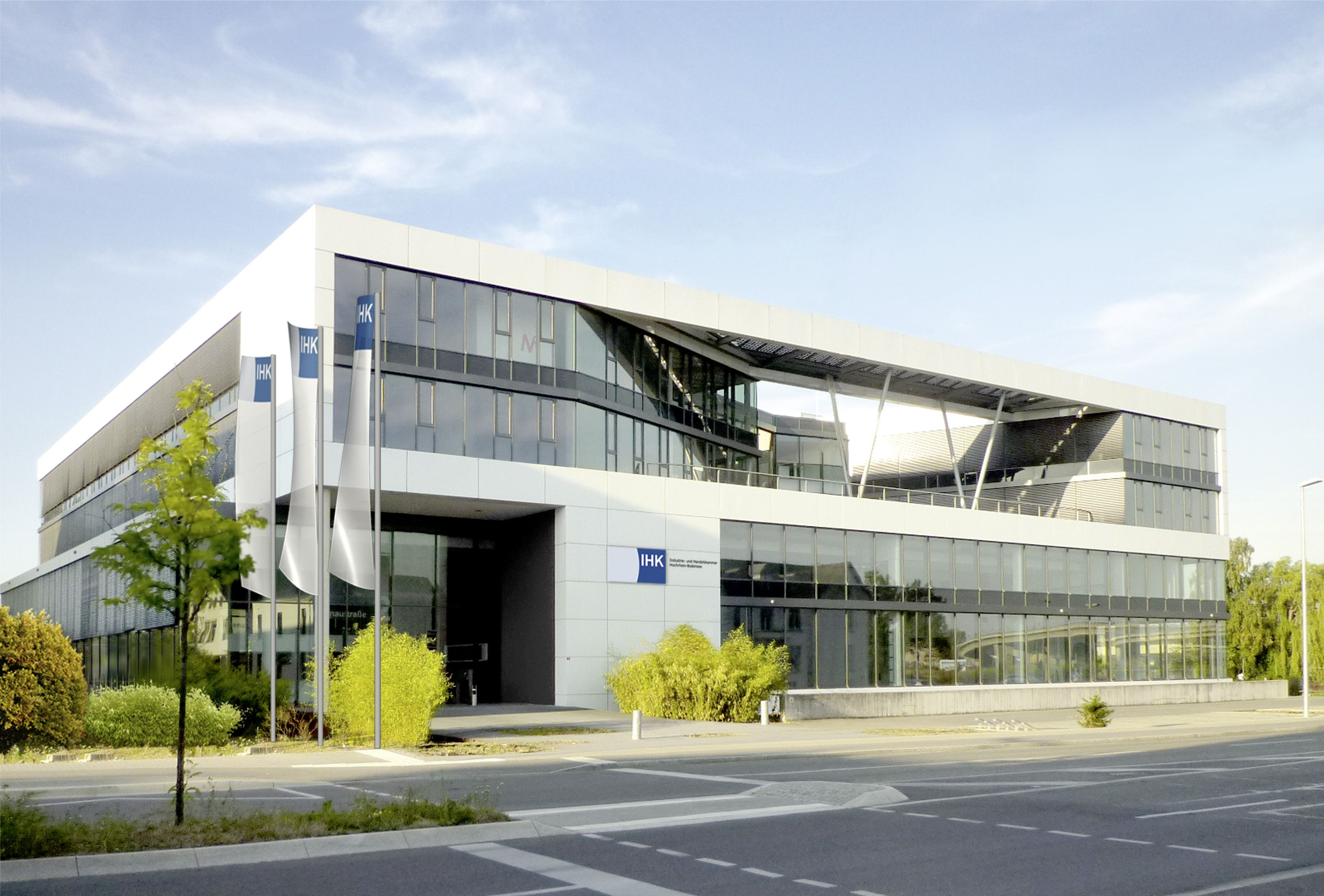
Neuer Kammersitz in Konstanz, Reichenaustraße 21

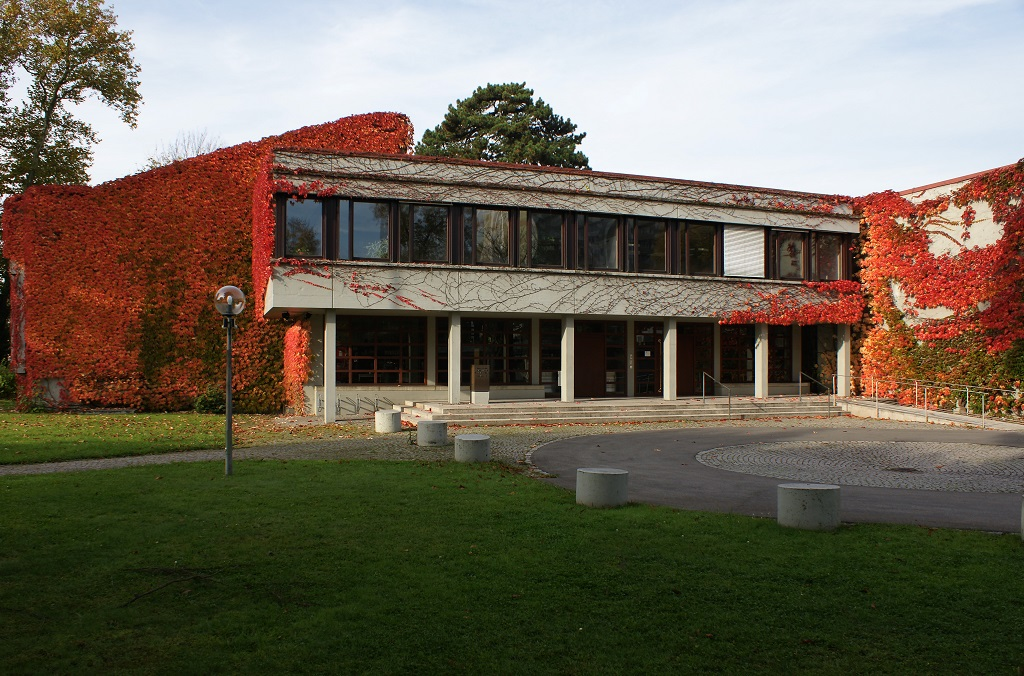
Hauptgeschäftsstelle der IHK Hochrhein-Bodensee in Schopfheim, E.-Fr.-Gottschalk-Weg 1

Die Industrie- und Handelskammer Hochrhein-Bodensee (kurz auch IHK Hochrhein-Bodensee) ist eine 1828 als Handelskammer Konstanz gegründete Körperschaft des öffentlichen Rechts mit Sitz in Konstanz und einer Hauptgeschäftsstelle in Schopfheim. Ihre Aufgabe besteht darin, das Gesamtinteresse der rund 36.000 zugehörigen Gewerbetreibenden und Unternehmen in den Landkreisen Konstanz, Waldshut und Lörrach wahrzunehmen.
Stand November 2024 ist der Gottmadinger Unternehmer Thomas Conrady Präsident der IHK Hochrhein-Bodensee und Katrin Klodt-Bußmann Hauptgeschäftsführerin.

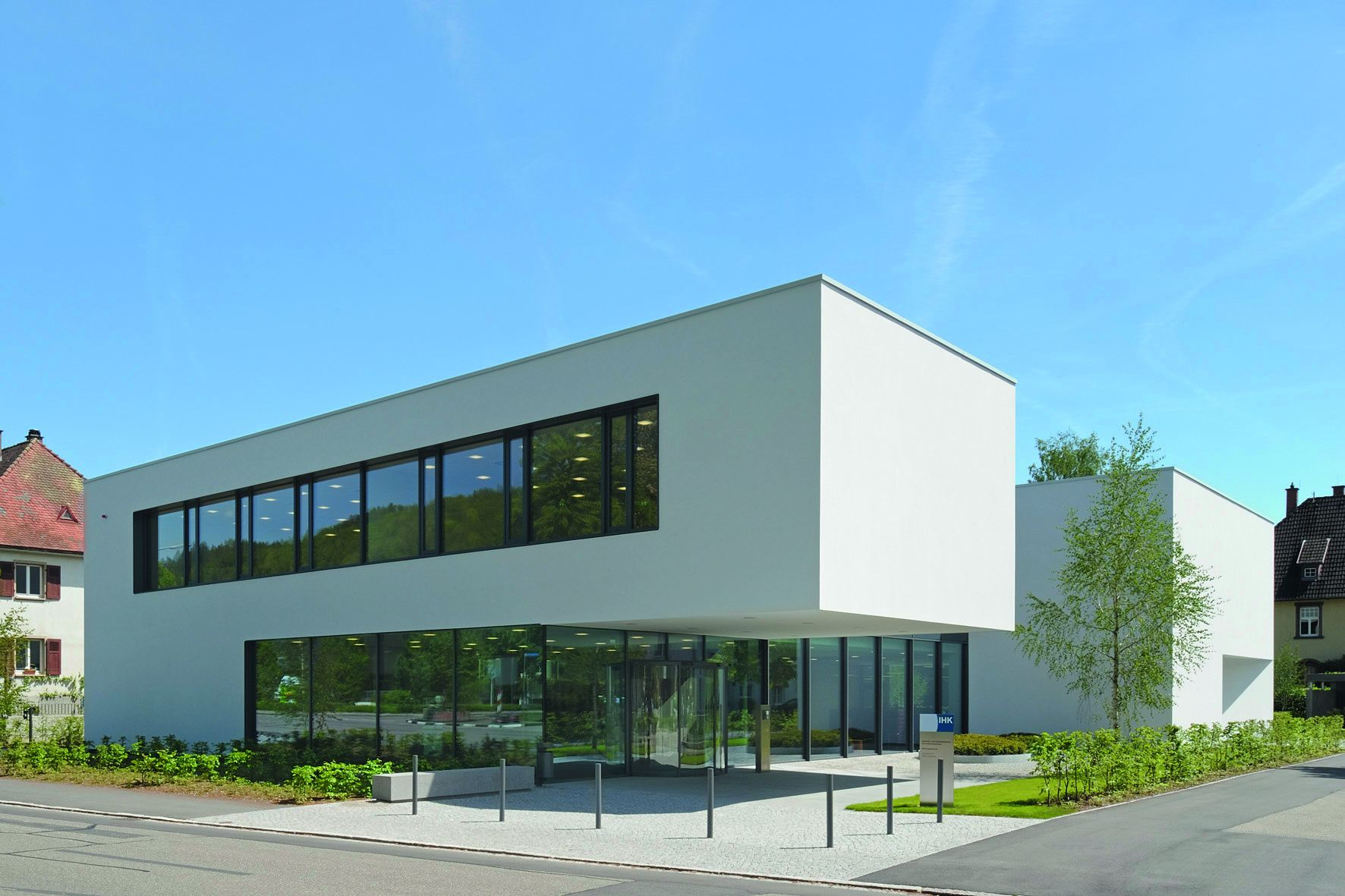
IHK-Bildungszentrum Schopfheim

## Geschichte
Die Geschichte der IHK beginnt am 10. April des Jahres 1828, an dem sich die Handelskammer in Konstanz gründete und dies dem „Wohllöblichen Magistrat“ der Stadt in einer Urkunde kundtat, deren Wortlaut den biedermeierlichen Geist dieser Zeit widerspiegelt:
„Die Konstituierung der Handelskammer, Erwählung der Vorstände und dessen Lokale betreffend. Die hiesigen Kauf- und Handelsleute haben nach Anleitung des hochlöblichen Kreisdirectoriums vom 18. März in der gestern stattgehabten Zusammenkunft folgende drei Vorsteher durch Stimmenmehrheit gewählt:
Constantin Beutter, Stadträte Delisle und Voldenauer, desgleichen zum Sekretär Franz Lott.
Indem wir dieses zur gehorsamsten Kenntnis bringen, bitten wir zugleich den hochlöblichen Magistrat, uns das im zweiten Stock des Rathauses gegen Sonnenaufgang liegende Zimmer zu unserer Geschäftsführung überlassen zu wollen.“
Dass die Herren zu den ganz „Ausgeschlafenen“ ihrer Zeit gehörten, mag man der Tatsache entnehmen, dass sie sich ein Zimmer „gegen Sonnenaufgang“ wünschten.
Die Anfänge waren nicht ganz frei von Querelen. Zwar konnten die verabschiedeten Statuten als wegweisend für diese Zeit gelten. So lagen – neben organisatorischen Fragen – die Schwerpunkte auf der Durchführung und Überwachung der Lehrlingsausbildung sowie der finanziellen Unterstützung Hilfsbedürftiger. Besondere Betonung fand der „ehrenwerte Kaufmann“, der seinen Fürsprecher in der Kammer haben sollte. Gleichwohl wurden die Statuten endlos kommentiert, zerpflückt und verwässert. 1829 gingen die Unterlagen nach Karlsruhe. Von dort erhielt man drei Jahre später die lapidare Antwort, man möge dem Ministerium die Gründungsmitteilung nochmals vorlegen. Nach einem zweiten Anlauf, der auch nicht richtig gelang, wurde dann am 7. Dezember 1838 zum dritten Mal ein neuer Vorstand gewählt. Im Folgejahr nahm dann die Kammer – trotz Fehlens der Statuten – endlich ihre eigentliche Arbeit auf.
1839 setzte sie sich für die Finanzierung des ersten eisernen Dampfbootes auf dem Bodensee ein. Zum Schutz des Handels bemühte sie sich bei der Landesregierung um den Erlass geeigneter „Gesetze für Handel und Verkehr“. Unmittelbar am Sitz wurde der Konstanzer Gemeinderat in einem Schreiben vom 3. Dezember 1839 ersucht, zur Erzielung einer besseren Ordnung „in mercantilistischer Sache“ die Kammer vor der Erteilung von Konzessionen stets zu befragen. Die erwarteten Anforderungen, die ein Antragsteller erfüllen musste, waren hoch angesetzt und wurden ausgesprochen streng gehandhabt. So mussten eine abgeschlossene Lehre, praktische Erfahrungen und das Führen von Handelsbüchern nachgewiesen werden. Wer diese Voraussetzungen nicht erfüllte, der musste sich einer Sachkundeprüfung unterziehen. Zum ersten Mal führte die Handelskammer im Jahre 1841 solche Prüfungen für den Einzelhandel durch.
Ein wichtiges Aktionsfeld der Handelskammer war von Anbeginn das Zollwesen. So wurde bereits 1840 ein Erlass des Hauptzollamtes den Mitgliedern bekannt gegeben, wonach alle Inlandsgüter, die zum Export bestimmt waren, mit einer schriftlichen Erklärung über Inhalt und Gewicht versehen sein mussten. Ein ausführliches Gutachten zum Zollgebiet erschien im Jahre 1842. Darin empfahl die Kammer, dass der Kreuzlinger Hafen und die Vorstadt zollfrei bleiben sollten, da durch den erfolgten Hafenausbau mit einer Intensivierung des grenzüberschreitenden Verkehrs zu rechnen sei.
1893 engagierte sie sich für die Fortführung der Höllentalbahn. Auch äußerte sie sich zur Trassenführung der Bodenseegürtelbahn, die 1901 in Betrieb genommen wurde.
Auf den 18. November 1895 lässt sich die Konstituierung der regionalen Handelskammer datieren. Ihr Wirkungskreis erstreckte sich zunächst auf die größeren Orte der Amtsbezirke Engen, Konstanz, Meßkirch, Pfullendorf, Stockach und Überlingen.
Anfang des Jahres 1896 bezog sie – den gewachsenen Aufgaben entsprechend – neue Büroräume in der Hussenstraße 17. Die vorherigen verschiedenen Umzüge der Kammer lassen sich nur zum Teil rekonstruieren. So ist verbrieft, dass die Kammer bis zum Jahr 1845 im Alten Rathaus am Fischmarkt residierte. Für die folgenden Jahrzehnte findet sich allerdings kein Beleg über den genauen Sitz in Konstanz. Erst im Jahre 1890 wird ein Büro in der Hussenstraße 39 erwähnt. Hier konnten die Mitglieder vormittags zwischen 10 und 12 Uhr Informationen einholen und die Bibliothek benutzen. Im Juli 1892 wurde dieses Büro aufgegeben, denn der neu gewählte Sekretär, der Buchhändler Ernst Ackermann, betrieb in der Kanzleistraße 6 ein offenes Ladengeschäft, in dem nun auch der Geschäftsverkehr der Handelskammer abgewickelt wurde. Für Sitzungen stellte Präsident Kommerzienrat Stromeyer einen geeigneten Raum zur Verfügung.
Das Jahr 1896 brachte ganz Deutschland einen wirtschaftlichen Aufschwung. Das Land entwickelte sich zum Industriestaat, der internationale Handel weitete sich aus, im Inland stieg der Konsum und der Wohlstand nahm zu. Die Aktivitäten der Kammer weiteten sich in diesen Zeiten aus, so dass Personal eingestellt werden musste. Dies führte schnell dazu, dass die Geschäftsräume in der Hussenstraße 17 zu klein wurden. Am 15. August 1899 verlegte man das Büro in die Talgartenstraße 3. Dort gab es zum ersten Mal auch einen Telefonanschluss. Doch nach knapp drei Jahren war wieder ein Umzug zurück in die Hussenstraße, dieses Mal Haus Nr. 19, fällig. Wen wundert es da, dass sich die verantwortlichen Unternehmer Gedanken über die Errichtung eines eigenen Kammersitzes machten?
Im Jahre 1903 begann die Kammer mit dem Bau ihres Gebäudes in der Konstanzer Schützenstraße 8a. Viel Sandstein aus der abgebrochenen mittelalterlichen Stadtmauer wurde dabei verbaut. 1905 wurde das Haus mit einem feierlichen Festakt eingeweiht. Tausend Mark kostete damals die Einrichtung, die gesamten Baukosten betrugen 42.000 Mark. Das Personal bestand aus einem Sekretär und zwei Stenotypistinnen. Zu den ständigen Aufgaben dieser Zeit zählte die Beratung der Firmen über zoll- und gewerberechtliche Bestimmungen, handelsrechtliche Fragen, das Ausverkaufswesen, Tariffragen, Verkehrsverbindungen, Messen etc. Bereits seit 1893 gehörten schon die Ausstellung und die Beglaubigung von Ursprungszeugnissen dazu. Schließlich wurde die Kammer zur Benennung von Sachverständigen und zur Vermittlung von Agenturen oder Bezugsquellen im Ausland autorisiert.
Der Erste Weltkrieg brachte den heimischen Unternehmen einen fühlbaren Rohstoffmangel. Zur Abhilfe gründete die Kammer eine Darlehenskasse für den Bezirk Konstanz. Unmittelbar nach dem Weltkrieg setzte sie sich 1919 dafür ein, in Konstanz einen Flughafen zu errichten. Auch musste sie vielfach Stellungnahmen zu einer Flut von Gesetzen abgeben, die in diesen wechselvollen Jahren ergingen. Zu lebhafter Diskussion führte die Einführung des Acht-Stunden-Arbeitstages, durch den sich der Handel, der längere Dienstleistungsbereitschaft gewohnt war, in seiner Existenz bedroht sah.
Mit Beginn der Inflation begann auch für die Kammer eine schwere Zeit. Sie stellte den Antrag, Notgeld herzustellen und herauszugeben. Das Reichsfinanzministerium stimmte diesem Wunsch zu und so wurde ihr und den anderen vier badischen Kammern das Privileg verliehen, ab Mitte November 1923 gemeinsam Notgeld herauszugeben. Die kleinen Scheine, die in Umlauf gebracht wurden, umfassten insgesamt einen Wert von 5 Millionen Goldmark.
Im Jahre 1924 unterstützte die Handelskammer das Projekt einer Fährverbindung zwischen Konstanz und Meersburg, die dann vier Jahre später eingerichtet wurde. Auch befürwortete sie in den zwanziger Jahren die Errichtung einer Flugverbindung von St. Gallen über Konstanz nach Basel sowie die Elektrifizierung der Schwarzwaldbahn. Kurios mag in der heutigen Zeit die Beteiligung der Kammer am Kampf gegen die Verunstaltung des Landschafts- und Ortsbildes durch übermäßige Reklameplakate anmuten.
Die düsteren Zeiten des Nationalsozialismus hinterließen auch in der Handelskammer ihre Spuren. Das neue Handelskammergesetz vom 1. Juli 1933 zentralisierte die Macht in der Badischen Industrie- und Handelskammer in Karlsruhe. Außenstellen gab es in Mannheim, Freiburg, Pforzheim, Schopfheim und Konstanz. Die Präsidenten wurden vom Regime eingesetzt und die Kammern nach dem Führerprinzip organisiert. Auch nach der Auflösung der Badischen Industrie- und Handelskammer 1935 wurde die Kammer in Konstanz nicht erneut errichtet. Den verdeckten Kriegsvorbereitungen diente bei der Kammer die neu eingerichtete „Wehrwirtschaftsabteilung“, die selbst nachts Bereitschaftsdienst hatte. Nach Ausbruch des Krieges wurde dann die Kammer für die Rohstoffbewirtschaftung und die Zuteilung von Rohstoffen an die Betriebe herangezogen. Auch wurde sie bei der Einberufungsaktion für das letzte Kriegsaufgebot, den „Volkssturm“, eingesetzt. 1942 gingen die badischen Kammern in der Gauwirtschaftskammer Oberrhein auf.
Nach dem Krieg widmete sich die Konstanzer gemeinsam mit der Villinger Geschäftsstelle den Aufbauarbeiten in der Region. Schon bald nach der Währungsreform zeichnete sich der Aufschwung ab: Durch die Preisfreigabe endete die Zentralverwaltungswirtschaft, die Grenze zur Schweiz öffnete sich langsam wieder.
Anfang der 70er Jahre erweiterte die Handelskammer in Konstanz ihr Gebäude in der Schützenstraße um einen Anbau, der zusätzlichen Büroraum bot. In der gleichen Zeit fusionierte im Rahmen der baden-württembergischen Gebietsreform des Jahres 1973 die bis dahin eigenständige Kammer Konstanz mit der Handelskammer Hochrhein. Ihr Bezirk umfasst seither die Landkreise Konstanz, Waldshut und Lörrach. Heute betreut sie mit ihrem Sitz in Konstanz und der Hauptgeschäftsstelle in Schopfheim rund 36.000 Mitgliedsunternehmen aus Industrie, Handel und Dienstleistungen. Eine der wichtigsten Aufgaben ist die grenzüberschreitende Zusammenarbeit mit den Nachbarländern Schweiz, Frankreich, Liechtenstein und Österreich.

### Präsidenten der Handelskammer Konstanz (ab 1973 IHK Hochrhein-Bodensee)
- 1828–1836 Constantin Beutter
- 1836–1838 G.D. Ludwig
- 1838–1857 D.H. Egloff
- 1857–1863 J. Honegger
- 1863–1874 F.A. Schroff
- 1874–1876 Direktor Langenbach
- 1876–1890 Albert Gradmann
- 1890–1920 Ludwig Stromeyer
- 1920–1933 Fritz Gradmann
- 1933–1934 Fritz Gruner
- 1935–1939 Josef Jöhle
- 1940–1945 Wilhelm Mannebach
- 1946–1949 Franz Rudolf
- 1949–1970 Hans Constantin Paulssen
- 1970–1975 Otto Großmann
- 1975–1981 Fritz Reichle
- 1981–1989 Hans Gorsler
- 1989–2001 Dietrich H. Boesken
- 2001–2014 Kurt Grieshaber
- seit 2014 Thomas Conrady

## Geschäftszahlen
Die IHK Hochrhein-Bodensee verfügt über Betriebserträge von 10,3 Millionen Euro (2012), die überwiegend durch Mitgliedsbeiträge, aber auch durch Gebühren und Entgelte für Dienstleistungen entstehen. Der Grundbeitrag liegt zwischen 60 Euro und 16.000 Euro pro Unternehmen (der letztgenannte Grundbeitrag wird allerdings mit dem 200 Euro übersteigenden Betrag auf eine Umlage angerechnet). Betriebe, die nicht im Handelsregister eingetragen sind und weniger als 5.200 Euro Gewinn pro Jahr erzielen, sind vom Beitrag befreit. Darüber hinaus wird für die Mitgliedsunternehmen derzeit eine Umlage von 0,20 % des Gewerbeertrages erhoben.
Geschäftsführeranzahl 1 (Hauptgeschäftsführer)
Mitarbeiteranzahl 80, davon 36 in Teilzeit
Beitragssumme 6,4 Mio. Euro  (2012)
Hebesatz 0,20 % (seit 2012)
Bilanzsumme 30,4 Mio. Euro (2012)

## Aufbau
- Unternehmensvertreter:  Rund 36.000
- Vollversammlung:        55 Mitglieder (plus 6 Ehrenmitglieder)
- Präsidium:              Präsident + 6 Vizepräsidenten

### Vollversammlung
Zu den Hauptaufgaben der Vollversammlung gehören die Festlegung des Wirtschaftsplans und der wirtschaftspolitischen Leitlinien der IHK, die Diskussion und Meinungsbildung in allen die Wirtschaft der Region betreffenden Belangen, die Bildung von Ausschüssen und örtlichen Wirtschaftsgremien sowie die Entscheidung über Änderungen der IHK-Satzung.
Die Vollversammlung ist das höchste Gremium der IHK – durch das demokratisch legitimierte Votum der Vollversammlung gewinnen die Positionen und Forderungen auf kommunaler, regionaler sowie Landes- und Bundesebene besonderes Gewicht. Das Gremium repräsentiert einen Querschnitt aller Branchen und Geschäftszweige der Wirtschaft im Bezirk der IHK Hochrhein-Bodensee. Es wählt aus den eigenen Reihen das Präsidium und den Präsidenten.
Im Herbst 2014 wurde die Vollversammlung mit 55 Mitgliedern von den zu diesem Zeitpunkt rund 36.000 stimmberechtigten Unternehmensvertretern gewählt. Die Vollversammlung und das Präsidium haben sechs Ehrenmitglieder.

### Präsidium
Die IHK wird gemeinsam durch den Präsidenten Thomas Conrady und den Hauptgeschäftsführer Claudius Marx (bis 2023) vertreten. Das Präsidium besteht aus dem Präsidenten und den sechs Vizepräsidenten.

### Hauptgeschäftsführer
Die Vollversammlung hat Claudius Marx mit Wirkung vom 1. März 2006 zum Hauptgeschäftsführer bestellt, er wurde 2023 durch Katrin Klodt-Bußmann abgelöst.

### Ausschüsse
Unter dem Dach der IHK Hochrhein-Bodensee sind zurzeit acht Ausschüsse aktiv. Die Ausschüsse beraten und unterstützen die Vollversammlung der IHK in fachlichen Angelegenheiten. Ihre Mitglieder werden von der Vollversammlung berufen. Es handelt sich dabei um folgende Ausschüsse:
- Außenwirtschaft
- Berufsbildung
- Finanzen und Steuern
- Energie und Umwelt
- Handel
- Industrie
- Tourismus
- Verkehr

## Geschäftsfelder
Die IHK Hochrhein-Bodensee gliedert ihre Aufgaben in sechs Geschäftsfelder: „Aus- und Weiterbildung“, „Existenzgründung und Unternehmensförderung“, „International“, „Standortpolitik“, „Innovation und Umwelt“ sowie „Recht und Steuern“.

### Aus- und Weiterbildung
Die Hauptaufgaben des Geschäftsbereiches Aus- und Weiterbildung liegt in der Sicherstellung von Fach- und Führungskräftenachwuchs.
Dies beginnt mit der Eignungsfeststellung für Ausbildungsunternehmen und Ausbilder und reicht bis zur Durchführung der Prüfungen in der Aus- und Weiterbildung. Durch Maßnahmen zur Berufsorientierung, die Förderung der Ausbildungsfähigkeit von Schulabsolventen sowie die Stärkung der Ausbilderkompetenzen durch Weiterbildungsangebote soll der Ausbildungserfolg gesichert werden.
Schwerpunkt des Bereiches Weiterbildung ist die Beratung von Unternehmen und Weiterbildungsinteressierten sowie die Durchführung von Fortbildungsangeboten. Dies sind neben Tagesseminaren und Zertifikatslehrgängen vor allem Vorbereitungslehrgänge auf die öffentlich-rechtlichen Abschlüsse der Fachwirt- und Industriemeisterebene. Die Online-Plattform IHKadhoc unterstützt die Lernenden mit tutoriell begleiteten Inhalten.

### Existenzgründung und Unternehmensförderung
Der Geschäftsbereich unterstützt bei Fragen zur Existenzgründung und bei der Betriebsübergabe. Betriebe, die expandieren wollen oder die sich in einer Schieflage befinden, werden über Finanzierungs- und Fördermöglichkeiten informiert. Darüber hinaus werden die Mitgliedsunternehmen durch Beratungen, Veranstaltungen, Merkblätter begleitet.

### International
Durch die Bereitstellung von Marktinformationen, internationalen Partnerschaften sowie Informationen im Außenwirtschafts- und Zollrecht erleichtert der Bereich International der IHK Hochrhein-Bodensee Unternehmen den Eintritt in ausländische Märkte und dient somit als Unterstützung bei der Markterschließung. Die Ausstellung von Ursprungszeugnissen, Carnets ATA und sonstigen Bescheinigungen für den internationalen Geschäftsverkehr sind weitere Aufgaben. Im Rahmen des deutschen Schwerpunktkammersystems für Länder ist die IHK Wissensträger für die Schweiz. Die Grundlage für den Austausch zu Wachstumsregionen und zu aktuellen Themen mit internationaler Bedeutung wird im Außenwirtschaftsausschuss gelegt. Dieser setzt sich aus repräsentativen Unternehmen mit einem hohen Internationalisierungsgrad zusammen und wird von Wolfgang Lay, Gesellschafter Dr.-Ing. Paul Christiani GmbH & Co. KG, geleitet.

### Standortpolitik
Das Geschäftsfeld Standortpolitik kümmert sich insbesondere um die Standortsicherung sowie die Interessenvertretung der Unternehmen in der Region Hochrhein-Bodensee und vertritt deren Belange gegenüber Politik, Verwaltung und Öffentlichkeit. Wesentliche Themenfelder wie Verkehrsinfrastruktur, Fachkräftesicherung, aber auch betriebliches Gesundheitsmanagement werden hier bearbeitet. Gemeinsame Initiativen mit anderen regionalen Akteuren aus Wirtschaft und Politik – auch aus den Ländern Schweiz, Frankreich, Liechtenstein und Österreich – sollen das Zusammenwachsen der gesamten Wirtschaftsregion um Hochrhein und Bodensee fördern. Schwerpunktmäßig werden Unternehmen aus Industrie, Logistik und Gesundheitswirtschaft betreut.

### Innovation und Umwelt
Im Rahmen von Veranstaltungen, bei Firmenbesuchen oder durch Erstberatungen informiert der Fachbereich zu den Themen Schutzrechte, CE-Kennzeichnung, Förderprogramme, Energieeffizienz oder Neuerungen im Umweltrecht. Zudem berät der Fachbereich Unternehmen zu Fragen des praktischen Umweltschutzes und fördert aktiv den Technologietransfer zwischen Wirtschaft und Wissenschaft.

### Recht und Steuern
Im Fokus der Aktivitäten des Geschäftsbereiches Recht und Steuern stehen die Aufklärung über rechtliche Reformen und die Auskunft gegenüber Unternehmen in allen unternehmensrelevanten Gebieten, vom Arbeits- und Steuer- bis hin zum Vertragsrecht. Neben Informationsveranstaltungen, Merkblättern und Newslettern pflegt die IHK Hochrhein-Bodensee den persönlichen Kontakt mit den Unternehmen, um Anregungen an die gesetzgebenden Organisationen weiterzuleiten, auf Gesetzgebungsverfahren Einfluss zu nehmen und dabei das Wirtschaftsinteresse zu vertreten.